# Lotte Brott
Pour les articles homonymes, voir Brott.
Lotte Brott est une violoncelliste québécoise née le 8 février 1922 à Mannheim et morte à Montréal le 6 janvier 1998. 

## Biographie
Lotte Goetzel est née à Mannheim le 8 février 1922 de parents musiciens amateurs. En 1934, elle étudie au conservatoire de Neuchâtel et ensuite au conservatoire de Zurich. Parmi ses maîtres, on compte les violoncellistes Marc Delguay et Emanuel Feuermann. En juillet 1939, Brott s'installe au Canada et poursuit ses apprentissages musicaux au Conservatoire royal de Toronto auprès de Zara Nelsova .  
En 1941, elle rejoint l'Orchestre symphonique de Montréal pour lequel elle travaillera pendant près de 50 ans. En 1942, elle devient membre du Quatuor de Mcgill. En 1943, elle épouse le premier violon de ce même ensemble à cordes, Alexander Brott. Ils sont les parents des musiciens Denis Brott, violoncelliste, et Boris Brott, chef d'orchestre. Elle a été violoncelliste au sein de l'Orchestre de chambre McGill, fondé en 1939 par Alexander Brott, et en a assumé la direction générale jusqu'à son décès le 6 janvier 1998 à Montréal,.

## Distinctions
- 1988 - Dame of Grace du très vénérable ordre de Saint-Jean
- 1990 -  Membre de l'Ordre du Canada[6]
- 1996 -  Chevalier de l'Ordre national du Québec[8]